# 李希顏 (贊善)
李希顏，字愚庵，河南郟县人。明朝初期的學者。
其早年隐居，后朱元璋写手书召其入京，並担任诸皇子親王的老师。因为其规范严格，诸王若有不领教者，有些或被敲脑袋。朱元璋听后大怒，高皇后劝道：“他用圣人之道训教我们孩子，有什么还可怒的？”朱元璋于是释然，并授其为左春坊右贊善。后在諸王就藩後，李希顏辞职归隐。